# Al-Buwaydah
Al-Buwaydah (em árabe: البويضة; romaniz.: Al-Buwaydah) é uma vila síria localizada nos subdistrito e distrito de Salamia, na província de Hama. Segundo censo de 2004, havia 174 pessoas.